# Sergii
Légende :
♦Patricien, ♦Plébéien, ♦Consulaire, ♦Sénatorial, ♦Équestre
Gens et Liste des gentes romaines
Les Sergii sont une gens romaine patricienne originaire d'Albe-la-Longue, dont les premiers membres connus vivent aux débuts de la République romaine, au Ve siècle av. J.-C., avec pour cognomina principaux Esquilinus, Fidenas et Catilina.

## Membres

### Sous la République

#### Patriciens
- Caius Sergius, (v. -520 - ?);
  - Caius Sergius, (v. -495 - ?);
    - Lucius Sergius Fidenas, (v. -470 - ap. -418), consul en 437 et 429 av. J.-C. et tribun militaire à pouvoir consulaire en 434, 424 et 418 av. J.-C. ;

  - Lucius Sergius, (v. -490 - ?);
    - Lucius Sergius, (v. -465 - ?);
      - Manius Sergius Fidenas, (v. -440 - ap. -402), tribun militaire à pouvoir consulaire en 404 et 402 av. J.-C. ;

    - Manius Sergius, (v. -460 - ?);
      - Lucius Sergius Fidenas, (v. -435 - ap. -394), tribun militaire à pouvoir consulaire en 397 av. J.-C. ;

  - Lucius Sergius Esquilinus, (v. -490 - ap. -449), décemvir en 450 et 449 av. J.-C. ;
- (Cnaeus[1]) Caius Sergius Fidenas Coxo, tribun militaire à pouvoir consulaire en 387, 385 et 380 av. J.-C. ;
- Lucius Sergius, ambassadeur à Carthage en -203;
- Marcus Sergius Silus, (v. -235 - ap. -197), préteur urbain en -197;
  - Marcus Sergius Silus, (v. -200 - ap. -168), légat à la bataille de Pydna en -168;
    - Marcus Sergius Silus, (v. -160 - ap. -115), questeur vers -116/5;
      - ? Cnaeus Sergius Silus, (v. -130 - ap. -90);

    - Lucius Sergius Silus, (v. -155 - ?);
      - Sergia, (v. -115 - ?), épouse de Quintus Caecilius;
      - Lucius Sergius Catilina (v. -110 - -62), dit Catilina, préteur en 68 av. J.-C. et auteurs des conjurations dites « de Catilina »;
        - (Lucius) Sergius, peut-être mort empoisonné par son père;
        - Sergia, (v. -80 - ?), épouse de Quintus Cornificius;
- Caius Sergius Orata, (v. -140 - v. -91);
- Sergius, proscrit en -43, sénateur romain partisans de Marc-Antoine en -31;

##### Sergii Plauti
- Caius Sergius Plautus, (v.-240 - ap.-200), préteur urbain en -200;
  - ? (Sergius Plautus), (v.-200 - ?);
    - ? (Sergius Plautus), (v.-170 - ?);
      - ? (Sergius Plautus), (v.-140 - ?);
        - ? (Sergius Plautus), (v.-110 - ?);
          - ? Lucius Sergius Plautus, (v.-80 - ap.-39), sénateur romain;
            - ? Lucius Sergius Plautus, (v.-55 - ?), questeur, salins palatins, philosophe stoïcien, fils adoptif d'un (Marcius) Rex;
              - ? Sergia Plautilla, (v.-30 - ?), épouse de Caius Rubellius Blandus;
              - ? (Sergius) Plautus, (v.-28 - ap.2), préteur en 2.

#### Plébeiens
- Marcus Sergius, (v. -170 - ?), affranchie;
  - Caius Sergius Mena, (v. -140 - ?);
    - Caius Sergius, (v. -115 - -90);

### Sous le Principat

#### Sergii Paulli
- (Sergius Paullus), (v.-20 - ?);
  - Quintus Sergius Paullus, (v.5 - ap.37/41), proconsul de Chypre;
  - Lucius Sergius Paullus, (v.10 - ap.47/8), proconsul de Chypre;
    - Lucius Sergius Paullus, (v.40 - ap.72), consul suffect en 72;
      - Lucius Sergius Paullus, (63 - 96), consul désigner en 96;
        - ? Sergia Paullina, (v.80 - ap.134), épouse de Cnaeus Pinarius Cornelius Severus;
        - ? Lucius (Sergius Paullus), (v.85 - v.115);
          - Lucius Sergius Paullus, (v.105 - ap.168), consul II en 168, Préfet de Rome;
            - ? (Lucius Sergius Paullus), (v.150 - ?);
              - ? (Lucius Sergius), (v.180 - ?);
                - ? Lucius Sergius Antonius Zeno, (v.205/10 - ap.238/44), légat d'Auguste propréteur de Cilicie.

#### Autres
- Sergius Paulinianus, (v. 180 - ap. v. 235), procurateur d'Alexandria puis de Galatie;

## Sources